# Lillix
Lillix é uma banda de pop-rock de Cranbook, Colúmbia Britânica, Canadá

## Historia
A banda foi formada inicialmente com o nome "Tigerlily" em 1997, quando os membros iniciais da banda ainda estavam na escola. A banda era formada por: Lacey Lee Evin (teclado e vocais), Tasha-Ray Evin (guitarra e vocais), Louise Burns (baixo e vocais) e Sierra Hills (bateria).
Em 2001, a banda assinou contrato com a gravadora Maverick Records e mudou seu nome para Lillix. Um ano depois, Sierra Hills deixa a banda e é substituída por Kim Urhan, e depois por Alicia Warrington. As irmãs Evin anunciaram em 2006 que a banda daria um tempo, considerando a saída de Louise e Alicia. No início de 2007, com a entrada de dois novos membros, a banda começou a regravar.

### Falling Uphill
Lillix lançou o álbum de estréia Falling Uphill no Canadá e nos Estados Unidos em 27 de maio de 2003 e no Japão em 27 de agosto do mesmo ano. Os sigles do álbum foram "It's About Time", "Tomorrow", e "What I Like About You", este último sendo um cover de uma música da banda The Romantics. Essa música é mais conhecida por aparecer na trilha sonora do filme Sexta-Feira Muito Louca, e sendo tema da série de comédia de mesmo nome. A banda foi indicada duas vezes ao Juno Awards de 2004.

### Inside the Hollow
O segundo álbum da banda, intitulado de Inside the Hollow, foi lançado no Canadá em 29 de agosto de 2006 e no Japão em 6 de setembro do mesmo ano. O único single do álbum foi "Sweet Temptation (Hollow)". O lançamento deste álbum trouxe mais uma mudança de baterista, já que, no lançamento do álbum anterior, Sierra Hills havia sido substituída por Kim Urhan. Alicia Warrington assumiu o posto em outubro de 2005.

### Mudanças na banda
Precedendo o lançamento de Inside the Hollow, Louise Burns resolveu deixar a banda, pois a gravadora somente pode lançar o CD no Canadá e Japão. Depois da revelação que Warrington saiu da banda no fim de 2006, e que Louise havia ido para a banda Luna Riot, foi confirmado por Lacey Lee que a banda decidiu "dar um tempo", e que não era esperado mais nenhum lançamento.
Mas, em abril de 2007, foi anunciado no site oficial da banda, que dois novos membros haviam se juntado a banda; A baixista Ashley Grobell e o baterista Eric Hoodicoff, e que a banda iria voltar ao estúdio.  Mas em junho de 2007, o MySpace da banda não constava mais o nome de Ashley como parte da banda, e sim do baixista Scott Thompson, apesar de nenhum anuncio oficial ter sido feito avisando sobre mudanças na banda.
Em julho de 2007, a banda tocou no Nakusp Music Fest e esgotou os ingressos. No final do ano, foi anunciado que Tasha seria a nova baixista da banda, e que Eric assumiria a guitarra. Em abril de 2008, Scott anunciou que estava deixando a banda para se dedicar a novos projetos.

### Tigerlily
Após um longo hiatos longe da indústria da música, a banda Lillix, agora formada por Tasha-Ray Evin (Vocal/Guitarra), Lacey-Lee Evin (Vocal/Teclado), Erics Hoodicoff (Bateria/Vocal), Cameron Brass (Baixo) e Alex Varon (Guitarra), lançaram, no dia 24 de agosto, seu terceiro album de estúdio, chamado Tigerlily, com batidas eletrônicas, indie e rock. Como single, a banda já lançou Dance Alone e Nowhere to Run, esse ultimo que inclusive teve um clipe dirigido Colin Minihan.
Em 2011, a banda divulga seu terceiro album pelo Canadá, e lança o single "Dreamland".

## Discografia
| Falling Uphill - Lançamento: 27 de maio de 2003 (CAN, U.S.) 27 de agosto de 2003 (Japão) - Gravadora: Maverick Records - Melhor posição na Billboard americana: #188 - Vendas nos Estados Unidos: 10,000+ - Singles: - 2003: "It's About Time" - 2003: "What I Like About You" - 2003: "Tomorrow" | Inside the Hollow - Lançamento: 29 de agosto de 2006 (Canadá) 6 de setembro de 2006 (Japão) - Gravadora: Maverick Records - Melhor posição: #48 (Japão) - Vendas: 10,000+ - Singles: - 2006: "Sweet Temptation (Hollow)" | Tigerlily - Lançamento: 24 de agosto de 2010 - Gravadora: Independente - Melhor posição: - Vendas: 10,000+ - Singles: - 2010: "Dance Alone" - 2010: "Nowhere to Run" - 2011: "Back Up Girl" - 2011: "Dreamland" |